# Kosa
 Ovo je glavno značenje pojma Kosa. Za druga značenja pogledajte Kosa (razdvojba).
Kosa je skup vlasi (dlaka), nitastih izraslina građenih od bjelančevina, koje postoje samo u sisavaca, i to samo na glavi. 
Ljudska kosa je mnogo duža nego kod ostalih sisavaca (dlake na glavi), a dlake su raspoređene gušće nego na ostatku tijela. Prosječno ljudsko tjeme ima oko 100 000 folikula. Tijekom života iz jedne folikule može izrasti 20 različitih vlasi. Ljudska kosa mjesečno u prosjeku naraste 1 do 1,5 centimetara.
Prosječan broj vlasi kose

| boja kose | broj vlasi | promjer               |
| --------- | ---------- | --------------------- |
| Plava     | 146 000    | 17 do 51 mikrometar   |
| Crna      | 110 000    | 64 do 100 mikrometara |
| Smeđa     | 100 000    | varira                |
| Crvena    | 86 000     | varira                |